# Tetiana Ustiuzjanina
Tetiana Ustiuzjanina, född den 6 maj 1965 i Zjdanov (nu Mariupol) i Ukrainska SSR, Sovjetunionen, är en sovjetisk och därefter ukrainsk roddare.
Hon tog OS-brons i scullerfyra i samband med de olympiska roddtävlingarna 1992 i Barcelona.